# Lourens Adriaanse
Pour les articles homonymes, voir Adriaanse.
Pas d'image ? Cliquez ici

a Compétitions nationales et continentales officielles uniquement.

b Matchs officiels uniquement.
Dernière mise à jour le 2 mars 2024.
Lourens Adriaanse, né le 5 février 1988 au Cap (Afrique du Sud) est un joueur sud-africain de rugby à XV jouant au poste de pilier droit. 
Il est le frère cadet de l'ancien joueur sud-africain Jacobie Adriaanse (en).

## Biographie

### Jeunesse et formation
Lourens Adriaanse fait s'est premières armes avec la Western Province, avant de représenter l'équipe de Maties à la Varsity Cup en 2009 et 2010 avant de rejoindre l'équipe des Griquas en 2011.

### Carrière en club
Ses bonnes performances avec les Griquas lui permettent de rejoindre la province des Cheetahs en Super Rugby.
Lourens Adriaanse rejoint l'équipe des Sharks en 2014.
En 2017, il rejoint le Top 14 et la Section paloise.
il joua son premier match en tant que remplaçant lors de la troisième journée de championnat contre le Lyon olympique universitaire rugby ou il rentra à la 61ème minutes.
En novembre 2019, il prolonge son contrat jusqu'en 2022.
il joua son premier match en tant que remplaçant lors de la troisième journée de championnat contre le Lyon olympique universitaire rugby ou il rentra à la 61ème minutes.
A l'issue de la saison 2020-2021 et à un an de la fin de son contrat, il décide de quitter la Section pour retourner en Afrique du Sud. En quatre saisons, il aura disputé 89 matches avec le club béarnais.

### Carrière internationale
Lourens Adriaanse est international sud-africain et possède six sélections avec les Sprinboks dont la première en 2013 contre la France.
Le 1 novembre 2014, il participe,à Twickenham, à la Killik Cup avec les Barbarians britanniques face à l'Australie avec une défaite 40 à 36. Il évolue au côté de deux de ses futurs coéquipiers à Pau, Colin Slade et Frank Halai.